# Rich Sutter
Richard G. "Rich" Sutter, född 2 december 1963, är en kanadensisk före detta professionell ishockeyforward som tillbringade 13 säsonger i den nordamerikanska ishockeyligan National Hockey League (NHL), där han spelade för ishockeyorganisationerna Pittsburgh Penguins, Philadelphia Flyers, Vancouver Canucks, St. Louis Blues, Chicago Blackhawks, Tampa Bay Lightning och Toronto Maple Leafs. Han producerade 315 poäng (149 mål och 166 assists) samt drog på sig 1 411 utvisningsminuter på 874 grundspelsmatcher. Sutter spelade också för Baltimore Skipjacks och Hershey Bears i American Hockey League (AHL), Atlanta Knights i International Hockey League (IHL) och Lethbridge Broncos i Western Hockey League (WHL).
Han draftades i första rundan i 1982 års draft av Pittsburgh Penguins som tionde spelare totalt.
Efter den aktiva spelarkarriären har han arbetat som talangscout för Kanadas herrlandslag i ishockey, Minnesota Wild, Phoenix Coyotes och Columbus Blue Jackets. Utöver det var Sutter även assisterande tränare för Kanada under världsmästerskapet i ishockey för herrar 1999 och assisterande general manager för Lethbridge Hurricanes i WHL. Han är sedan 2014 också sportkommentator för NHL-sändningar.
Han ingår i släkten Sutter och är broder till Brent Sutter, Brian Sutter, Darryl Sutter, Duane Sutter och Ron Sutter (tvilling) och farbror till Brandon Sutter, Brett Sutter och Brody Sutter, som alla har spelat alternativt spelar i NHL.

## Statistik
| 1979–1980  | Red Deer Rustlers   | AJHL       | 60  | 13  | 19  | 32  | 157  | —  | —  | —  | —  | —   |
| 1980–1981  | Lethbridge Broncos  | WHL        | 72  | 23  | 18  | 41  | 255  | 9  | 3  | 1  | 4  | 35  |
| 1981–1982  | Lethbridge Broncos  | WHL        | 57  | 38  | 31  | 69  | 263  | 12 | 3  | 3  | 6  | 55  |
| 1982–1983  | Pittsburgh Penguins | NHL        | 4   | 0   | 0   | 0   | 0    | —  | —  | —  | —  | —   |
|            | Lethbridge Broncos  | WHL        | 64  | 37  | 30  | 67  | 200  | 17 | 14 | 9  | 23 | 43  |
| 1983–1984  | Pittsburgh Penguins | NHL        | 5   | 0   | 0   | 0   | 0    | —  | —  | —  | —  | —   |
|            | Baltimore Skipjacks | AHL        | 2   | 0   | 1   | 1   | 0    | —  | —  | —  | —  | —   |
|            | Philadelphia Flyers | NHL        | 70  | 16  | 12  | 28  | 93   | 3  | 0  | 0  | 0  | 15  |
| 1984–1985  | Philadelphia Flyers | NHL        | 56  | 6   | 10  | 16  | 89   | 11 | 3  | 0  | 3  | 10  |
|            | Hershey Bears       | AHL        | 13  | 3   | 7   | 10  | 14   | —  | —  | —  | —  | —   |
| 1985–1986  | Philadelphia Flyers | NHL        | 78  | 14  | 25  | 39  | 199  | 5  | 2  | 0  | 2  | 19  |
| 1986–1987  | Vancouver Canucks   | NHL        | 74  | 20  | 22  | 42  | 113  | —  | —  | —  | —  | —   |
| 1987–1988  | Vancouver Canucks   | NHL        | 80  | 15  | 15  | 30  | 165  | —  | —  | —  | —  | —   |
| 1988–1989  | Vancouver Canucks   | NHL        | 75  | 17  | 15  | 32  | 122  | 7  | 2  | 1  | 3  | 12  |
| 1989–1990  | Vancouver Canucks   | NHL        | 62  | 9   | 9   | 18  | 133  | 5  | 2  | 3  | 5  | 2   |
|            | St. Louis Blues     | NHL        | 12  | 2   | 0   | 2   | 22   | 12 | 2  | 1  | 3  | 39  |
| 1990–1991  | St. Louis Blues     | NHL        | 77  | 16  | 11  | 27  | 122  | 13 | 4  | 2  | 6  | 16  |
| 1991–1992  | St. Louis Blues     | NHL        | 77  | 9   | 16  | 25  | 107  | 6  | 0  | 0  | 0  | 8   |
| 1992–1993  | St. Louis Blues     | NHL        | 84  | 13  | 14  | 27  | 100  | 11 | 0  | 1  | 1  | 10  |
| 1993–1994  | Chicago Blackhawks  | NHL        | 83  | 12  | 14  | 26  | 108  | 6  | 0  | 0  | 0  | 2   |
| 1994–1995  | Chicago Blackhawks  | NHL        | 15  | 0   | 0   | 0   | 28   | —  | —  | —  | —  | —   |
|            | Tampa Bay Lightning | NHL        | 4   | 0   | 0   | 0   | 0    | —  | —  | —  | —  | —   |
|            | Atlanta Knights     | IHL        | 4   | 0   | 5   | 5   | 0    | —  | —  | —  | —  | —   |
|            | Toronto Maple Leafs | NHL        | 18  | 0   | 3   | 3   | 10   | 4  | 0  | 0  | 0  | 2   |
| NHL totalt | NHL totalt          | NHL totalt | 874 | 149 | 166 | 315 | 1411 | 78 | 13 | 5  | 18 | 133 |
| AHL totalt | AHL totalt          | AHL totalt | 15  | 3   | 8   | 11  | 14   | —  | —  | —  | —  | —   |
| WHL totalt | WHL totalt          | WHL totalt | 193 | 98  | 79  | 177 | 718  | 38 | 20 | 13 | 33 | 133 |